# Luck
Luck (bra: Luck) é um filme americano-espanhol de animação digital de comédia, dirigido por Peggy Holmes a partir de um roteiro escrito por Kiel Murray. Estrelado por Eva Noblezada, Simon Pegg, Jane Fonda, Whoopi Goldberg, Flula Borg, Lil Rel Howery, Colin O'Donoghue, e John Ratzenberger, o filme foi produzido pela Paramount Pictures, Skydance Animation e Skydance Animation Madrid.
Luck foi lançado em 5 de agosto de 2022 pela Apple TV+ nos seguintes países: África do Sul, Alemanha, Argentina, Austrália, Brasil, Canadá, Coreia do Sul, Egito, Emirados Árabes Unidos, Equador, Espanha, Estados Unidos, Filipinas, Hong Kong, Índia, Indonésia, Irlanda, Israel, Itália, Japão, México, Países Baixos, Peru, Polônia, Reino Unido, Singapura, Suécia, Tailândia e Taiwan.

## Sinopse
Quando a garota mais azarada tropeça no mundo nunca antes visto de boa e má sorte, ela se junta a criaturas mágicas para descobrir uma força mais poderosa do que a própria sorte.

## Elenco
- Eva Noblezada como Samantha Greenfield, uma humana azarada que descobre a Terra da Sorte. [1]
- Simon Pegg como Bob, um gato preto falante que trabalha na Boa Sorte.[1]
- Jane Fonda como O Dragão, a "exuberante CEO da Boa Sorte e o indiscutível ser ancestral mais sortudo de todo o país".[11]
- Whoopi Goldberg como A Capitã, a leprechaun chefe da segurança de Boa Sorte.[12]
- Flula Borg como Jeff, o unicórnio que mantém o maquinário de Boa Sorte[1]
- Lil Rel Howery como Marvin, o chefe de Sam na loja de materiais[1]
- Colin O'Donoghue como Gerry, um leprechaun que trabalha com [1]
- John Ratzenberger como Rootie, um monstro raiz auto-apontado prefeito de Má Sorte, onde é dono de um bar[1]
- Grey DeLisle como Sra. Rivera, Saoirse, a chefe do departamento de moedas, e vozes adicionais
- Suzy Nakamura
- Kwaku Fortune as Gael
- Adelynn Spoon como Hazel, a melhor amiga de Sam e colega de quarto na casa de acolhimento[1]
- Kari Wahlgren como Aine, e a mãe adotiva de Hazel
- Nick Thurston como um gato, e o pai adotivo de Hazel
- Chris Edgerly como um coelho
- Moe Irvin como Phil o pedreiro porco
- Fred Tatasciore como Quinn, Fred e vozes adicionais

## Produção

### Desenvolvimento
Em julho de 2017, a Paramount Pictures e a Skydance Media formaram uma parceria de vários anos com a Ilion Animation Studios, anunciando seu primeiro longa-metragem de animação, Luck, com uma data de lançamento de 19 de março de 2021. Alessandro Carloni havia sido contratado para dirigir o filme, a partir de um roteiro escrito por Jonathan Aibel e Glenn Berger. Depois, a Skydance Animation contratou John Lasseter, ex-CCO da Pixar Animation Studios e da Walt Disney Animation Studios, como chefe de animação, começando a trabalhar no estúdio no final de janeiro de 2019. Esta decisão foi reprovada por colaboradores de alguns projetos da Skydance, incluindo Luck, devido a alegações de assédio sexual contra Lasseter durante seu tempo na Pixar. Em 14 de janeiro de 2020, Peggy Holmes substituiu Carloni como diretora do filme. Kiel Murray, roteirista de Carros (2006) e Carros 3 (2017), também foi contratada para reescrever o roteiro.

### Escalação do elenco
Em abril de 2019, Emma Thompson dublaria uma personagem do filme, mas deixou o projeto depois que Lasseter foi contratado. Em fevereiro de 2021, Jane Fonda foi escalada como O Dragão, e em junho, Whoopi Goldberg foi escalada como A Capitã.

### Animação
A produção do filme foi feita primariamente pela Skydance Animation Madrid (antiga Ilion Animation Studios), remotamente devido á pandemia de COVID-19.

## Lançamento
Luck foi lançado em 5 de agosto de 2022, mas estava programado para ser lançado nos Estados Unidos em 18 de fevereiro do mesmo ano, pela Apple TV+. O filme foi originalmente previsto para ser lançado em 19 de março de 2021. Em 8 de maio de 2020, a presidente da Skydance Animation, Holly Edwards, revelou que o corte brusco do filme teria exibições testes no final do verão de 2020. Em 16 de dezembro de 2020, a Apple TV+ adquiriu os direitos de distribuição para os filmes Luck e Spellbound.